# أكسدة (كيمياء)

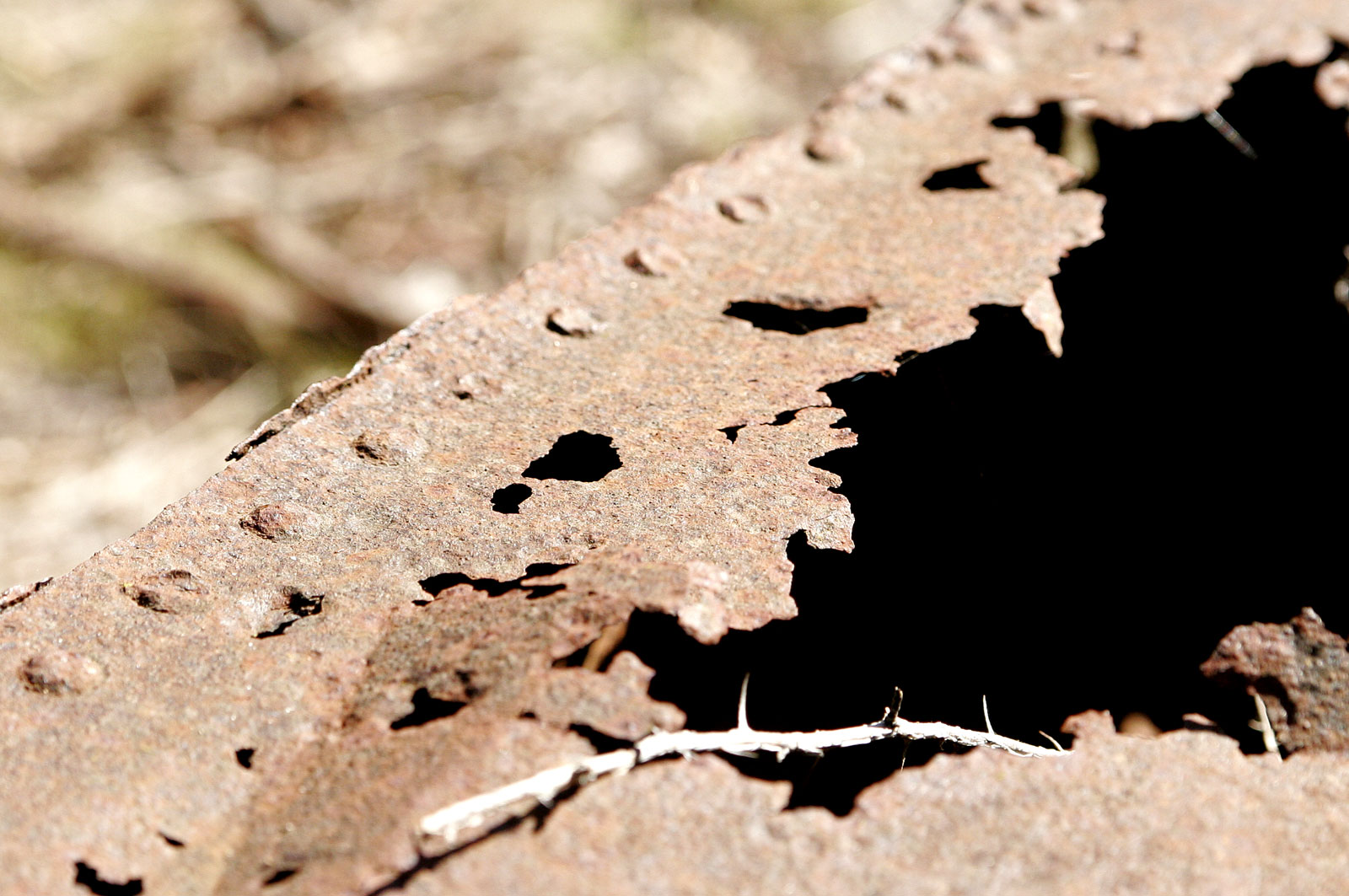

الأكسدة تفاعلٌ كيميائي عند فِقدان الإلكترونات من الذرات، أو الجزيئات، أو الأيونات، فتزداد الشِحنةُ الموجبة، أو تنقُص الشِحنة السالبة. فالأكسدة: ازدياد عدد أكسدة هذا العنصر، والاختزالُ: نقصانه (عدد الأكسدة).
كأنْ يتفاعل الحديد والأكسجين فيُنتِجان صدأً، فنقول إن الحديد قد «تأكسد» (لأنه فقَد إلكتروناتٍ؛ وزاد عدد أكسدتِه)، والأكسجينَ «اختُزِل» (لأنه كسَب إلكتروناتٍ؛ فقلَّ عدد أكسدتِه).
فالأكسدة عكسُ الاختزال، وهما دائمًا معًا في التفاعل نفسِه، لا يتفارقان. وتسمى هذه التفاعلات «تفاعلاتِ أكسدة واختزال» أو «الأكسدة والإرجاع» أو «الخَزْلَدْة» (منحوتةٌ من كلمتَي: الاختزال، والأكسدة).

## سبب التسمية
ليس على الأُكسجين أنْ يُوجَد في التفاعل ليسمى: تفاعلَ أكسدة؛ فأوَّلُ الأمر أن الأكسجين سمَّاه أَنْطُوان لَفْوازيه سنةَ 1777 م، ثُمَّ سمَّى الأكسدة منه (اشتقَّها من لفظه)؛ لأنها من تفاعل المادة والأُكسجين، ثُمَّ طال بهم الزمان فعَلِموا أن في الأكسدةِ خُسرانًا للإلكترونات (فِقدانًا) دالًّا على الأكسدة، فليس الأمر مقتصرًا على الأُكسجين في وجوده في التفاعل وعدمه، بل على خسران الإلكترونات (فَقْدِها)؛ فمثال ذلك: أنَّ فلزَّ الصوديوم وغازَ الكلور إذا تفاعلَا معًا فَقَدَ الصوديوم إلكترونًا، فأَخَذَهُ الكُلور (اكتسب الإلكترون).
فالأكسدة: فِقدان الإلكترونات، سواءٌ أكان في التفاعل أُكسجينٌ أمْ لم يكُن، ولم يُعيدوا تسمية المصطلح (الأكسدة) لرسوخه واعتيادهم إياه في أنَّه مِن الأُكسجين، فأبقَوه ولم يجددوا مصطلحَه، وسَمَّوا كُلَّ فِقدانٍ للإلكترونات: أكسدةً، لتشابه المفهوم في أن الأُكسجين إنما يتأكسد لفقدان إلكتروناته، فكذلك سائر العناصر أخذت منه الاسم نفسَه، فهو (بقاؤه بالاسم نفسِه) لأمرٍ تاريخيّ.